# Lady Robinhood
Lady Robinhood è un film del 1925 diretto da Ralph Ince e interpretato da Evelyn Brent nel ruolo della protagonista e da Boris Karloff. Il film uscì nelle sale il 26 luglio 1925.
È conosciuto anche con il titolo Lady Robin Hood.

## Produzione
Il film fu prodotto dalla Robertson-Cole Pictures Corporation.

## Distribuzione
Distribuito dalla Film Booking Offices of America (FBO), il film uscì nelle sale cinematografiche USA il 25 luglio 1925.